# Joshua Bolten

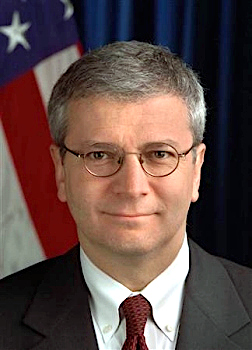
Joshua Bolten

Joshua Brewster Bolten, född 16 augusti 1955, var Vita husets stabschef mellan 14 april 2006 och 20 januari 2009. Han var federal förvaltnings- och budgetdirektör 2003-2006.
Fadern Seymour arbetade för CIA och modern Analouise undervisade historia vid George Washington University. Bolten avlade sin grundexamen vid Princeton University och juristexamen vid Stanford Law School.
Bolten är basist i bandet The Compassionates. Han är judisk.
Den 23 januari 2017 blev han anställd som president och vd för intresseorganisationen Business Roundtable.